# وگن شهر
وگن شهر (به انگلیسی: Wagan City) یک شهر در پاکستان است که در ایالت سند واقع شده‌است.